# Libínky
Libínky jsou malá vesnice, část obce Polepy v okrese Litoměřice. Nachází se asi 2,5 kilometru severovýchodně od Polep. Prochází zde silnice II/240. Libínky jsou také název katastrálního území o rozloze 0,85 km². Část obce sestává ze dvou základních sídelních jednotek: vlastních Libínek a v jejich jihozápadním sousedství situované osady Trnová, která leží v katastrálním území Trnová u Polep o rozloze 1,88 km².

## Historie
První písemná zmínka o vesnici pochází z roku 1419.

## Obyvatelstvo
Při sčítání lidu v roce 1921 zde žilo 203 obyvatel (z toho 101 mužů), z nichž byl jeden Čechoslovák a 202 Němců. Kromě jednoho žida byli římskými katolíky. Podle sčítání lidu z roku 1930 měla vesnice 180 obyvatel německé národnosti a římskokatolického vyznání.
|           | 1869 | 1880 | 1890 | 1900 | 1910 | 1921 | 1930 | 1950 | 1961 | 1970 | 1980 | 1991 | 2001 | 2011 |
| --------- | ---- | ---- | ---- | ---- | ---- | ---- | ---- | ---- | ---- | ---- | ---- | ---- | ---- | ---- |
| Obyvatelé | 223  | 240  | 228  | 199  | 206  | 203  | 180  | 99   | 93   | 83   | 68   | 65   | 58   | 90   |
| Domy      | 41   | 42   | 42   | 42   | 43   | 43   | 42   | 30   | 38   | 23   | 17   | 26   | 25   | 28   |

## Pamětihodnosti
- Kaple